# Georgios Efrem
Georgios Efrem, född 5 juli 1989, är en fotbollsspelare från Cypern som sedan juni 2014 spelar i APOEL FC. Efrem debuterade i det cypriotiska landslaget 2009. Innan Efrem kom till APOEL spelade han i Omonia och tidigare i Rangers och Dundee i den skotska ligan.

## Klubbkarriär

### Tidig karriär
Efrem startade sin karriär när han var bara 15 år gammal med Arsenal 2004, och var ordinarie i deras reserv och ungdomslag. Dock hade han inte chansen att slå sig in i A-laget och flyttade till skotska Rangers i maj 2007. Han blev senare ordinarie i reservlaget och blev utlånad till Dundee i februari 2009 för att få lite erfarenhet. Efrem gjorde mål i sin debut mot Livingston en vecka senare. Han blev släppt av Rangers den 1 juni 2009 och skrev under ett kontrakt med AC Omonia.

### AC Omonoia
Efrem hade en bra start med sin nya klubb och vann Omonias 20:e ligatitel. Samma år blev han nämnd till Den Bästa Ungdomsspelaren för säsongen 2009–2010.

### APOEL FC
I juni 2014 skrev Efrem på ett treårskontrakt med APOEL FC.

## Landslagskarriär
Georgios Efrem representerade Cypern vid ung ålder och var kapten för det cypriotiska U21-landslaget. I mars 2009 blev han inkallad till det cypriotiska landslaget. I september 2009 spelade han sina två första matcher för Cypern.

## Meriter
Omonia
- Cypriotiska högstaligan: 2010
- Cypriotiska cupen: 2011, 2012
- Cypriotiska supercupen i fotboll: 2010, 2012

APOEL
- Cypriotiska högstaligan: 2015
- Cypriotiska cupen: 2015